# Massenkommunikation
Als Massenkommunikation bezeichnet man in der Kommunikationswissenschaft einen Kommunikationstyp bzw. eine Kommunikationsform, die der öffentlichen Kommunikation zuzurechnen ist, „bei der Aussagen öffentlich (also ohne begrenzte und personell definierte Empfängerschaft), durch technische Verbreitungsmittel (Medien), indirekt (also bei räumlicher oder zeitlicher oder raumzeitlicher Distanz der Kommunikationspartner) und einseitig (also ohne Rollenwechsel zwischen Aussagenden und Aufnehmenden) an ein disperses Publikum […] gegeben werden.“ (Maletzke 1963, mit Hickethier 1988).
Der US-amerikanische Politik- und Kommunikationswissenschaftler Harold Dwight Lasswell formulierte 1948 die Lasswell-Formel, die das grundlegende Modell der Massenkommunikation beschreibt. An diesem Modell lässt sich das Lern- und Forschungsfeld der Kommunikationswissenschaft aufspannen. Sie lautet: „Wer sagt was in welchem Kanal zu wem mit welchem Effekt?“ (Who says what in which channel to whom with what effect?)

## Begriffsgeschichte
Massenkommunikation findet beispielsweise in den Massenmedien statt; der Begriff ist insbesondere abzugrenzen von der Individualkommunikation (z. B. Gespräch).
Die Maletzke-Definition, die Generationen von Publizistik- und Kommunikationwisschenschafts-Studierenden als „Legal-Definition“ gelehrt wurde, wird inzwischen von weiteren Theorien flankiert. Insbesondere die seit den frühen 1990er Jahren aufkommende Strömung einer systemtheoretisch orientierten Kommunikationswissenschaft und der mittlerweile stärker gewordene Forschungsfokus auf Kommunikationsformen wie Public Relations, Werbung oder Internet führt zu dem Erfordernis offenerer Definitionen. Manfred Rühl hat 1980 in seiner Habilitationsschrift als Funktion des Journalismus das Herstellen und Bereitstellen von Themen zur öffentlichen Kommunikation definiert. Dies schränkt aber in der Tradition der Zeitungswissenschaft wiederum auf klassischen Nachrichten-Journalismus ein. Offener und ausbaufähiger ist die Definition von Franz Ronneberger, 1980. Bei ihm ist Massenkommunikation: „Handlungszusammenhang zur Hervorbringung öffentlicher Aussagen“. Theis-Berglmair schließlich betont 1997 unter dem Eindruck von Internet und Netzkommunikation in ihrem Akteur- und Beziehungsmodell der Massenkommunikation die Wechselseitigkeit eines Beziehungsgeflechts von organisationsförmigen und natürlichen Rezipienten und Akteuren, die permanent zwischen ihren Kommunikator-Rollen Produktion und Rezeption wechseln. Ein exemplarisches Beispiel für diese neuen Ansätze, die keine „Einbahnstraßen-Modelle“ mehr sind, ist dieses Wikipedia-Projekt.
Nach wie vor sind in der Kommunikationswissenschaft die exakten Grenzen des Faches und damit der Gegenstand der Disziplin nicht völlig unstrittig geklärt. Damit hängt stets die Frage zusammen, was mit einer Definition über Massenkommunikation überhaupt erfasst wird.
ARD und ZDF bringen seit 1964 ca. alle fünf Jahre die sogenannte Massenkommunikationsstudie heraus.
Heute werden die von Gerhard Maletzke geprägten Begriffe „disperses Publikum“ und „indirekt und einseitig“ in der Kommunikationswissenschaft hinterfragt. Medien richten sich zunehmend an spezifische Zielgruppen und durch neue direkte Formen der Publikumsbeteiligung greifen die Begriffe „indirekt und einseitig“ nicht mehr eindeutig.

## Theorien zur Massenkommunikation
Es gibt für Massenkommunikation keine umfassende Gesamttheorie, aber verschiedene Ansätze:
- Einseitig-linearer Ansatz: In der Frühzeit der Kommunikationswissenschaft betrachtete die Forschung Massenkommunikation als einseitig-lineare Vermittlung der Aussage vom Kommunikator zum Rezipienten, dem „Aufnehmenden“. Demnach verläuft Kommunikation hier in einer „Einbahnstraße“, ähnlich wie bei einem Transmissionsriemen („transmission belt theory“).
- Variablenansatz: Als die Wissenschaft merkte, dass der einseitig-lineare Ansatz zu stark vereinfacht, „erfand“ man den Variablenansatz. Plötzlich nahm man den Rezipienten nicht mehr als eine Variable im Kommunikationssystem wahr, sondern als Bündel einer Vielzahl von Faktoren, und man begann, auch die anderen Grundfaktoren der Massenkommunikation in immer mehr Variablen aufzufächern. Mittlerweile haben die Kommunikationsforscher eine so große Zahl von Variablen herausgearbeitet, dass ein Gesamtüberblick kaum noch möglich ist. Dennoch ist der Variablenansatz heute das beherrschende Grundmuster in der Kommunikationswissenschaft.
- Theorien der Zusammenhänge zwischen persönlicher Kommunikation und Massenkommunikation: Hier beschäftigt man sich mit der Frage, wie einflussreich persönliche Kommunikation (z. B. mit dem Nachbarn) im Vergleich zur Massenkommunikation (z. B. BILD-Zeitung) ist. Außerdem untersucht man die Rolle von Meinungsführern (ein uneinheitlich verwendeter Begriff) sowie die Verbreitung neuer Ideen und Praktiken.
- Nutzenansatz (= uses and gratifications approach): Hier fließen drei Komponenten zusammen, nämlich die Lehre vom Nutzen durch Bedürfnisbefriedigung, die These vom aktiven Rezipienten und die Theorie der symbolischen Interaktion. Die Idee: Der Rezipient sucht im Erleben von Medienaussagen die Befriedigung von Bedürfnissen. Diese Befriedigung bedeutet für ihn einen Nutzen (gratification). Was der Rezipient an medialen Produkten konsumiert, hängt also von dem Nutzen ab, den er sich davon verspricht – deshalb der Begriff „Nutzenansatz“. Indem der Nutzer manche Medien oder einzelne Artikel stark nutzt und andere nicht, gibt er ein Feedback. Daher erlaubt es der Nutzenansatz, von einer Interaktion zwischen Nutzern und Medien zu sprechen. Eine Weile begriff man den Nutzenansatz als wahre Revolution. Heute denkt man, dass er vor allem eine Ergänzung des Wirkungsansatzes ist.
- Systemansatz: Beim Systemansatz gibt es keine „Personen“ mehr, sondern nur noch Systeme, die untereinander interagieren. Man spricht also nicht mehr vom Journalisten, sondern nur noch vom „System Journalismus“.
- Konstruktivismus: basiert auf der Erkenntnis, dass der Mensch aus seinen Erfahrungen sein Weltbild selbst formt. Der radikale Konstruktivismus verneint, dass ein Mensch überhaupt in der Lage sei, die „wahre Realität“ zu erkennen. Medien können dieser Theorie nach allenfalls Wirklichkeitsentwürfe anbieten. Die Frage nach einer „objektiven Berichterstattung“ wäre demnach von vornherein sinnlos.
- Kritische Theorien: Fast alle diese Theorien greifen auf die Lehre der Frankfurter Schule (Max Horkheimer, Theodor W. Adorno) zurück. Viele lehnen sich an Habermas’ Theorie des kommunikativen Handelns an. Die Forschung hebt hier auf Besitzverhältnisse und Produktionsbedingungen ab, man fragt sich: Wem gehört welches Verlagshaus? Wer kontrolliert den Reporter? Wie beeinflussten Medien das gesellschaftliche Bewusstsein? Und schließlich: Welche Verbindungen gibt es zwischen Medienunternehmen und anderen Institutionen, z. B. Parteien? „Kritische“ Wissenschaftler kritisieren oft, dass der herkömmliche Wissenschaftsbetrieb sich nicht mit den gesellschaftlich relevanten Fragen auseinandersetzt, da sie sich mit den Herrschenden arrangiert haben und sich in ihren Dienst stellen.

Eine Untergruppe ist die „dialektisch-kritische“ oder "kritisch-materialistische Richtung, die ihr Denken und Vokabular aus der marxistisch-materialistischen Lehre bezieht.
- Theorie der kognitiven Dissonanz: ursprünglich ein rein psychologischer Ansatz. Hier konzentriert man sich auf die Korrekturfaktoren beim Rezipienten, die die Wirkung von Medien abschwächen. Die Idee: Der Mensch mag keinen Widerspruch zwischen seiner eigenen Einstellung und dem, was Medien ihm sagen. Dies sei z. B. der Grund, warum Bürger im Wahlkampf meist nur Aussagen ihrer Lieblingsparteien konsumieren. Diese Theorie vernachlässigt aber menschliche Motive wie z. B. Neugier. Nach einem kurzen Hype empfindet man diese Theorie heute als hilfreich, aber nicht mehr als alles erklärend.